# 加治隆介の議
『加治隆介の議』（かじりゅうすけのぎ）は、1990年から1998年にかけて連載された弘兼憲史による日本の漫画作品。政治家である主人公が奮闘する物語を描いた。

## 概要
一介のサラリーマンであった主人公が苦戦しながら政界へ進出し、困難を乗り越えて内閣総理大臣へ上り詰めていくという斬新な物語が人気を呼んだ。
主人公は地元に利益を還元するのではなく日本全体の国益を重視し、世界全体を視野に入れた政治を行う人物として描かれた。また連載当時の世相や社会問題が多く作中に反映されている。
主人公のモデルの一人は中川昭一と公表されており、国会議員へ就任するまでの経緯が主人公と酷似している。
弘兼が最も描きたかったことは「普通の人が知らないような政治家の日常」であり、またもう一つの主題として「集団的自衛権が必要である理由」を伝えたかったという。またバランスを取るため反対意見も3割ほど入れたという。
本作は現実の日本の国会議員にも読まれ、また本作を読んで国会議員を目指した者も多いという。

## あらすじ
丸講物産・食料品本部農産部課長の加治隆介のもとに、民政党の衆議院議員である父親・加治元春の事故死の一報が飛び込んできたのは、ホテルで愛人・鮎美との情事の後だった。さらに隆介の地元到着後に兄･春彦も亡くなったことで、来るべき総選挙に向けて後援会は隆介の擁立に動く。
一度はその申し出を固辞した隆介だったが、後援会長･山本から元春が早くから隆介を後継者として考えていたことを知らされて隆介は立候補を決心し、鮎美に別れを告げる。
地元に帰った隆介を待っていたのは厳しい現実だった。父の理想に従って地元利益を第一義としなかったことに党寄りの幹部が反発し、後援会は分裂、元春の第一秘書だった谷崎が後継者として民政党の公認を取り付けてしまう。
無所属で戦わざるを得なくなった隆介は、選挙区各地を回って自分の主張を訴えるが、農村部でトマトを投げつけられるなど大苦戦する。しかし、テレビの公開討論会などが功を奏して、都市部では徐々に支持が浸透していく。
そして迎えた投票日、隆介と谷崎の争いは開票がすべて終了するまで結果の見えない大激戦となる。そして開票が終わったが、隆介はあと15票という前代未聞の僅差で敗れ去った。
しかし、それは大波乱の序章でしかなかった。なんとトップ当選した社会平和党のベテラン代議士の急死に伴い、隆介は繰上げで当選を果たしたのだった。
そして激動する日本政治の中で、隆介はその中心人物として様々な試練に対峙し、それを乗り越え、内閣総理大臣への道を歩んでいく…。

## 登場人物

### 日本の政治家

#### 自由と責任党、または関連する党派
加治 隆介
鹿児島県出身。鹿児島1区選出。民主政和党の大物政治家である加治元春の次男。鹿児島ラサール高校、東京大学法学部を経て、一流商社である丸講物産に入社。父とその後継者と目されていた兄の死をうけて後援会長の山本らにより後継者に推される。しかし、地元利益を前面に押し出さない姿勢を鮮明にしたことで後援会分裂を招き、民政党からも公認されなかったがこれが逆に若年層の支持を獲得する。
初当選直後は民政党井原派に属するも当初より旧来のしがらみに囚われない政治活動を志し、同じ井原派の若手議員数人とともに超党派の政策集団「桜嵐会」を結成（のちに「桜新党」→「自由と責任党」に発展）
その後鳩村失脚、総選挙での民政党敗北を経て誕生した野党連立による浅海恒太郎内閣にて内閣官房長官に指名され、のちの渦上三郎内閣まで務める。
その後は青杉幹二内閣で外務政務次官、小沢倫太郎内閣で国務大臣防衛庁長官、平原和正内閣にて外務大臣を歴任、そして平原首相の病気辞任に伴う自由と責任党党首選にて熱田健二郎を破って自由と責任党党首、内閣総理大臣に就任する。総理就任時には第一に憲法改正を発議し、集団的自衛権行使実現を果たした。
外遊時に事件に巻き込まれることが多く、鳩村失脚後の総選挙期間中に一ノ関鮎美の消息を追ってカンボジアに向かった際にはゲリラに身柄を拘束され命を落とす寸前まで行ったほか、やくざとの裏取引（大阪でのAPEC会合開催時に中国代表団から別のホテルを用意するよう要求されたため、そのホテルを予約していたとある暴力団の組長と交渉したこと）を問題視され一時議員を辞職していた際に一民間人として韓国を訪問した際には、北朝鮮関係者により拉致されかかったり、新たに南侵トンネルの発見もした。
浅海 恒太郎
民主政和党の大物議員。農林大臣、厚生大臣、民政党政調会長、桜新党代表、内閣総理大臣を歴任。首相の番記者から政界入りした。民政党時代は加治元治の側近中の側近として、所属派閥「錦江クラブ」（加治派）の事務総長を長く務め「錦江クラブの元帥」と呼ばれていた。首相就任が決まった時の特集番組では選挙区は「和歌山1区」でとあるが、政権交代を成し遂げた時の衆院選の開票速報番組では「長野2区」という記述があった。
元治の死により「錦江クラブ」の後任会長となった井原七郎とはソリが合わず、錦江クラブの七政会への衣替えに反発して隆介の桜嵐会に参加。その人脈と影響力で桜嵐会の勢力拡大に貢献したほか、鳩村失脚後の民政党総裁選に渦上三郎の擁立を打ち出して鳩村・井原派の分断や鈴鹿・桂木・横谷の三派連合の分裂を引き起こすなど、策士であった。
その後、隆介がカンボジアで拉致されて不在の中で桜嵐会を取りまとめ、井原内閣不信任案に賛成したことで全会員とともに民政党を離党、桜新党を結成して代表となる。
総選挙にて民政党敗北ののち初の反民政連立内閣の総理大臣となり、当選2回の隆介を内閣官房長官に指名する。
総理大臣就任後、政治改革関連法案の成立に執念を燃やすが、法案が衆議院を通過した当日夜、持病の肝細胞癌の悪化により官邸内で吐血、殉職した。
初期における隆介の後見人的存在、政治の師匠的存在である。
渦上 三郎
広島県出身。広島1区選出。内閣総理大臣、新党渦潮代表、自由と責任党党首を歴任。原理原則を貫く真の政治家で、民政党時代は次期首相候補と目された鳩村派のプリンスだったが、鳩村辞任後の民政党総裁選に、鳩村・井原の二派合同による井原擁立に反発する形で桜嵐会の後押しをうけて出馬し、鳩村派を除名される。
井原・鳩村の多数派工作の前に敗れ去った後に「新党渦潮」（のちに自由と責任党に発展）を結成して民政党を離党。政権交代を実現させて浅海政権の副総理・外務大臣に就任、そして浅海の急死をうけて自由と責任党･日本平和党の連立を成功させ、内閣総理大臣となった。
しかし、北朝鮮問題や責任党･平和党の理念の相違等で政権運営に苦しみ、最後は自身の女性問題が引き金となって辞任に追い込まれた。その後も自由と責任党党首として活躍するも青杉退陣後の首班指名候補擁立を巡って日本平和党の海藤正俊を殴打し責任を取って政界を引退。その後は故郷の広島で悠々自適の余生を送る。妻との仲は冷え切っている。
民政党時代の隆介にとっては桜嵐会以外での最大の同志といえ、浅海亡き後は隆介に関わる彼の立場をそっくり引き継いだ。
細井 義文
徳島県出身。徳島1区（中選挙区時代）選出で隆介より1期先輩。加治元春に心酔しており、七政会への参加に疑問を持って隆介・秋山とともに桜嵐会を結成。その後渦上政権の内閣官房副長官を務め、加治政権にて内閣官房長官となる。
隆介の先輩議員であり、一番の同志である。
秋山 吉正
山梨県出身。山梨2区（中選挙区時代）選出で隆介とは同期。隆介・細井とともに桜嵐会の結成メンバーとなる。五菱経済研究所で主任研究員を務めた経済通。小沢政権当時は運輸政務次官だった。加治政権では熱田の後押しで経済企画庁長官に就任するも、当初は派閥人事と称されることを嫌って固辞していた。
土方 俊太郎
長崎県出身。元は海上自衛隊の護衛艦「ちくご」艦長。北朝鮮の小型砲艦による韓国籍フェリー襲撃に際し、乗客の人命優先のため敢えて規律に違反して砲艦を撃沈、引責退職に追い込まれる。
その後は、仕出し屋（夫人の実家）で揚げ方として働いていたが、行動力に感銘を受けた隆介の熱心な説得に応じて長崎4区より出馬、見事当選を果たす。
加治政権では入閣第1号として防衛庁長官に就任した。
津坂 藤治
鹿児島県出身。隆介の高校の後輩。鹿児島青年会議所の理事長として実績を残した後、隆介の後押しで鹿児島2区から立候補し当選を果たす。以後は加治の側近として活躍。加治と熱田による党首選の際には秋山とともに国会議員に対する多数派工作を受け持つが、その際偶然会った（熱田側近の）熊田との論戦で劣勢となったことで腹を立て、熊田を一方的にライバル視していた。
長池 修三
兵庫県出身。渦上の側近として新党渦潮代表幹事、自由と責任党幹事長を歴任。青杉失脚後に一旦後継の首班指名候補とされたが、その後に自身の運動員による選挙違反（実は海藤による謀略だった）の発覚で連座制により議員辞職に追い込まれる。後に東亜証券への政治資金スキャンダルで注目を集めた。
小沢 倫太郎
明示会派のホープで幹事長代理だったが、長池の選挙違反発覚に伴って急遽首班指名候補に推され、青杉の後任の内閣総理大臣となる。在任期間中に、ひので丸シージャック事件の対応にあたった。自由と責任党の政治資金問題で日本平和党の連立離脱を招いて総選挙となるが、勝利し平原政権に引き継いで花道を飾る。
シージャック事件で日本政府への国民の反発を避けるために米軍に攻撃させることを考えたり、政治資金問題で注目された東亜証券幹部が自殺で意識不明の重態になった時は回復を求めないことを考えるなどドライな側面がある。
神村 新司
明示党委員長を経て、自由と責任党に合流。首相選出や閣僚人事などで実力者として会合に出て影響力を維持。加治党首体制では政調会長に就任。
栗花落 邦彦
民主進歩連合代表。後に自由と責任党に合流（ただし、一度日本平和党に合流したとの記述がある）。首相選出や閣僚人事などで実力者として会合に出て影響力を維持。加治党首体制では総務会長に就任。
高橋乃里夫
小沢内閣の内閣官房長官。明示会派出身。シージャック事件では強攻策に否定的見解を持っていた。小沢政権の後継首班指名選挙では政権中枢として対応に当たった。
平原 和正
小沢内閣の大蔵大臣。大蔵大臣としてはシージャック事件で安全保障会議の一員として対応に当たった。経済企画庁長官や大蔵大臣を歴任しており財政通としても知られる。小沢辞任に伴って内閣総理大臣に就任、隆介を外務大臣、熱田を大蔵大臣に指名する。短命政権であろうことは周囲も平原も理解していた（依頼された際は意外と長期政権になることもありうると言っていた）。経済問題に苦しみながらも政権を運営したが狭心症で辞任を止む無くされ、道半ばにして隆介に後を譲った。
夫人･史子は婦女暴行事件等で信頼の低下していた米軍海兵隊員との親睦を深めるべく富士登山による交流会を独自に実施するなど、この作品中に登場するファーストレディとしては最も傑出していた人物であった。
熱田 健二郎
愛知県出身。もともと民政党所属で、隆介や渦上の離党後に台頭してきたニューリーダー。
「次代のプリンス」と呼ばれ、鈴鹿後の民政党を牽引する存在と目されていたが、その裏では政治的主張の似通った自由と責任党と組んで保保連合を形成する考えを持っており、野党の立場ながら堂々と隆介に接近して話を持ちかけてきた。
その実現と自身の総理就任のために、民政党がキャッチしていた新党渦潮の株取引スキャンダルを日本平和党にリークして責任党と袂を分けさせた。
そして、平和党・民政党で国民福祉党を結成するタイミングを狙って同志38名とともに民政党を離党して自身の総理就任を条件に責任党に合流を持ちかける。
その内幕は過半数割れで下野の危機にある責任党に救済のための合流を持ちかけることで自身が主導権を握る腹積もりだったが、結局は隆介や小沢からの固辞に遭って総理の椅子の確約は得られず、逆に自派の救済を求める形で責任党に合流することになった。しかし信念を貫いて大勝確実の大政党を敢えて割って出た姿勢が国民にうけ、総選挙での責任党大勝に貢献する。
その後平原政権にて大蔵大臣を務め、平原辞任後の総理の座を巡って隆介と争うが、正々堂々の勝負となった党首選で完敗した。その後は加治党首体制の幹事長に落ち着いた。
熊田 徳夫
衆議院議員。もともと民政党所属で、熱田の側近。「熱田の知恵袋」と呼ばれている。新党渦潮の東亜証券問題を青杉にリークして政権離脱させて政界再編を目論む。加治と熱田による党首選での多数派工作の際に（加治側近の）津坂から一方的にライバル視される。

#### 日本平和党
青杉 幹二
もともと社会平和党右派の議員で隆介とは同期、彼のことを良きライバルとしてみている。渦上の推薦により浅海政権の政治改革担当大臣に就任。その後政治改革関連法案成立を巡って海藤に接近。
剣道をたしなみ、たびたび木刀や真剣を振るう場面が見られた。
政治改革関連法案の成立後同志41名とともに社平党を離党して「日本平和党」を結成、党首となる。中選挙区時代は茨城県選出だったが、選挙制度が小選挙区に変更された際には兵庫1区が選挙区になっている」。
渦上失脚後の内閣総理大臣となるが当初から国民人気を頼りにパフォーマンス性の強い行動に偏る傾向があり、核実験を再開したフランスに対する派手かつ相手の感情を逆撫でするような抗議アクションにより一時両国の関係を悪化させたり（しかも同様に核実験を実施している中国に対する抗議姿勢を巡って論破された）、大阪で開催したAPEC首脳会議で大きな成果を上げられなかったほか、財政赤字を拡大させたことで国民の支持を落とし、総選挙で日本平和党の議席を減らしたため総理の座を追われる。
小沢内閣にて外務大臣を務めるもシージャック事件を引き起こす要因を間接的に作ってしまった。のちには民政党からの誘惑（実は熱田の謀略だった）に乗じて連立を離脱、民政党と合同で「国民福祉党」を結成するも世論からの信用がガタ落ちし、直後の総選挙で落選した。その晩、彼は自宅にて自決を決行しようとしたが、息子からエールをもらい踏みとどまった。
海藤 正俊
もとは民主政和党の大物議員。元内閣総理大臣。政治改革関連法案成立を巡って接近してきた青杉幹二と結託、自身が率いる護憲グループ70名を引き連れて日本平和党に合流、副党首となる。
当初より闇将軍として政界を牛耳ることを目論んでおり、渦上の女性問題発覚に対しては民政党との連携をちらつかせて渦上に辞任を迫り、青杉失脚後の首班指名に際しては一旦渦上の要求に応じるふりをして長池修三を推薦（実は自身の謀略で長池を失脚に追い込み、平和党から後継総理を擁立する算段だった）するなど、本作屈指の〝タヌキ〟ぶりを発揮する。
しかし最後は渦上と差し違えの形で青杉からも絶縁され、失意の死を遂げた。
浦口 直樹
青杉内閣の外務大臣。労組の書記長を務めていたバリバリの社会主義者だったが、転向して日本平和党に参加。政務次官の隆介よりも外交能力を疑われている。
来栖 乙彦
小沢内閣の防衛政務次官。日米安保に否定的なハト派グループに所属している。しかしその左翼イデオロギーで凝り固まって現実を直視していない防衛意識に、防衛庁長官の隆介からは「防衛政務次官としてあまりにも不見識」と叱責された。

#### 自由と責任党・日本平和党連立内閣の大臣等
斉木 健二郎
青杉内閣の通産政務次官。大阪のAPEC開催において中国ホテル変更申し立てやCIAにおける盗聴問題について隆介と共に対応する。
出身政党は明示されていないが、青杉首相が大臣と政務次官の出身政党を異なる人事をしたこと、通産大臣の瀧川が青杉首相や浦口外相ら日本平和党の政治家と個人的会合を開いていたこと、またAPECでの対応やCIAにおける盗聴事件について自由と責任党の隆介とともに行動していたことなどから自由と責任党の政治家である可能性がある。
伴 茂三
小沢内閣の経済企画庁長官。シージャック事件で安全保障会議メンバーとして対応にあたる。

#### 民主政和党
鳩村 尚三（謙三）
隆介が初当選した当時の内閣総理大臣。党内第三派閥の鳩村派の領袖で、第五派閥だった加治派（→井原派）の協力を得て総理の座に就く。しかし、その後有力スポンサーだった光田工業相手の仕手戦が絡んだ事件で盟友であり大物政治家である加治元治に調停を依頼し、その見返りに光田工業から賄賂を受け取る。その後、事件の真相が知られることを恐れる私設秘書の海部雅治からの進言で、加治元春の殺害を指示。その後で光田工業から賄賂を隆介に暴かれたことにより内閣総辞職を余儀なくされる（その後、収賄罪で逮捕）。
保釈後は人目を避け、目黒の自宅でひっそりと過ごしていたが、最後は海部雅治に射殺された。
連載当時の名前は「鳩村謙三」だったが、後の単行本では「鳩村尚三」に変わっている。
井原 七郎
隆介の初当選当時は農林水産大臣。のち内閣総理大臣。福岡県選出の政治家。加治元春の死後、錦江クラブを継承、「七政会」に改組する。鳩村失脚後、多数派工作に成功して内閣総理大臣となるが政治改革法案廃案を巡って内閣不信任案を提出され（渦潮、桜嵐会が賛成に回って可決）、解散総選挙に打って出るものの民政党の過半数割れを招き、首班指名で浅海に敗れて退陣した。
その後は政敵だった鈴鹿と手を組んでいる姿が見られることから、何らかの影響力は残しているものとみられる。
鈴鹿 宏
当初は民主政和党幹事長、のち井原政権崩壊後に下野した民主政和党総裁に就任、日本平和党との合併後の国民福祉党でも総裁を務める。宮城県選出の政治家。党内有力派閥である鈴鹿派の領袖。
鳩村内閣の文部大臣の失言テープを入手して衆議院解散のキャスティングボートを握ったり、浅海のカルテを入手して重病による早期死亡を予期したり、渦上の女性スキャンダルの掴んだ後で絶妙のタイミングでリークしたり、新党渦潮の東亜証券問題の情報を入手（ただし熱田と熊田によって青杉に情報が流れ、先にリークされる）したり、豊富な情報網を持っている。また光田工業事件で鳩村首相が追及された際には、自派の議員が議員辞職を考えているとして複数の議員バッジを示した上で鳩村に首相辞任を勧告。また社会平和党との野合など数々の策を打つ。民主政和党の下野以降は政権奪回に執念を燃やすが、政権奪回には至らなかった。
早い時期から登場しているが、裏工作を得意する策士ということもあり、加治隆介と会話しているシーンは一度も無い。
谷崎 健吾
加治元春の議員秘書。元治の死後、後継者となった隆介の政治姿勢に反発して後援会の大多数を率いて出馬。中選挙区で2回・小選挙区で2回、隆介と選挙戦を争っており、特に小選挙区制導入後の2回は隆介と一騎討ちとなった。
いわゆる利益誘導型の政治家で、当初こそ民政党や錦江クラブの強烈なバックアップを受け、切れ者政治家として注目されたが、結局は陣笠議員に成り下がり、やがて政治家としての実績、実力共に隆介に水をあけられる。
そのため隆介と神弘組の黒い交際をでっち上げて一旦は隆介を議員辞職に追い込むなどの妨害工作を繰り返す。
最初の小選挙区では隆介に敗れるも惜敗率で復活当選するが実力で隆介に差をつけられ、最後は総選挙で圧倒的大差をつけられたうえ、選挙違反疑惑で警察に任意同行を求められた。
加治 元春
鹿児島県出身。労働大臣、建設大臣を歴任した与党大物政治家。隆介の父親。原理原則を貫く真の政治家として人気が高く、党内第五派閥「錦江クラブ」（加治派）の領袖だった。光田工業相手の仕手戦が絡んだ事件で盟友である鳩山から斡旋を依頼される。後に光田工業から賄賂性の高い金を受け取った疑惑を掛けられていたがその渦中、交通事故（実は鳩村の陰謀）により即死した。

#### 社会平和党
土井垣 亘（土肥垣）
社会平和党委員長。浅海内閣で建設大臣。
与野党逆転時には数の論理を盾に自派の冷遇に不満をぶつけ、浅海殉職後の後継総理を巡る争いの中、渦上らの多数派工作の前に与党から切り捨てられ、青杉の裏切り（同士41人と共に離党して日本平和党結成）にも遭って、連立与党第1党から少数野党への転落を経験。その後存在感をなくす。シージャック事件では対応策について国会招致された海上保安官の三樹に対して対応が適切だったかについて質問をした。
後の自由と責任党・国民福祉党の二大政党による政権争いの中、かつて不倶戴天の敵であった福祉党の誘いに乗って政権奪取に色気を出したものの、それ故に福祉党内の旧民政党勢力（熱田派の残党）と旧平和党勢力（土井垣を嫌って平和党に移った面々）が造反して責任党に寝返るという雪崩現象を引き起こしてしまった。
横田 道彦
国会議員。青杉首相が駐仏大使召還を表明していたのに実行しないのは、首相官邸のテレックスを証拠にアメリカ政府の圧力であるとして追求する。後にこの情報が違法な形で入手されたことや入手するにあたって新聞記者に多額の振込みをしていたことが発覚する。

### 加治の関係者
山本 真喜雄
加治元春の地元後援会会長。元春の死後、隆介の擁立に尽力、後援会分裂後も隆介の陣営に残った。警察官の息子がいたがカンボジアでのPKO活動の最中にパルパト派による銃撃の犠牲となった。
西 田丸
隆介の第一秘書。当初は地元・鹿児島の後援会の一職員だったがワシントンでの光田工業事件の疑惑追及を機に隆介の右腕的存在となる。元々は姓が「田丸」だったが弘兼のミスにより後に姓を「西」と設定してしまい、読者から指摘された誤りを認めるのも嫌だと思い、田丸を下の名前にして「でんまる」と読ませることにした。この力強い名前に設定し直されたことで苦肉の策ながらキャラが何倍にも濃くなったと弘兼は語っている。
田中 収
隆介の当初の第一秘書。もともとは錦江クラブの鹿児島支部長だったが後援会分裂をきっかけに隆介側の陣営に残り第一秘書となる。その後第一秘書の肩書きは西に譲ったようだが、隆介に同行することの多い西に対し事務所に残って後方業務などを一手に任されているようである。
加治 由起子
隆介の妻。息子一明をラサール中学に進学させるために夫の地元である鹿児島に帰る。婦人会「薩摩おごじょ会」を結成し、隆介の支持団体への一つとなっている。夫がカンボジアで行方不明中に解散総選挙になった際には、夫の代理として選挙活動をした。心の中で政治家の妻になることを望み、大物政治家の息子であった隆介と結婚をした。家庭を顧みない隆介に不満を持ち、下薗と不倫をした。
加治 一明
隆介の長男。医師を目指している。父の暴力団交際が報道された際には学校で孤立していた。社長島耕作で同名の国会議員が登場する（後述）。
加治 春彦
隆介の兄。東京大学、大蔵省を経て父･元春の秘書を務めながらバトンタッチのときを待っていたが、鳩村らの陰謀に嵌められて睡眠薬を飲まされ交通事故を起こして重傷を負う。弟・隆介から光田工業事件の賄賂性の高い金について聞かれたが、回答を拒否したまま死去。

### 政界関係者
下薗
鳩村事務所の私設秘書。孤児院出身で鳩村に拾われたため、鳩村に恩義を感じてウラの仕事を担当。光田工業からの現金の授受の現場に居合わせる。民政党鹿児島県連に入り、鳩村や海辺の依頼を受けて、加治由起子とねんごろになって加治元春のスケジュールを把握し、事故にみせかけて殺害。加治元春の死について隆介たちが調査していたため、民政党鹿児島県連から離れて日本からアメリカに逃亡。その後、大森たちに事件の証拠をつきつけられて自殺した。
朝生 昌良
鳩村の第一秘書であり鳩村の金庫番。光田工業からの現金の授受の現場に居合わせる。報道や捜査で賄賂を受け取ったことが明らかになり逮捕。勾留中に自殺した。
海辺 雅治
鳩村の元私設秘書。鳩村から加治元春殺害の指示を受ける。鳩村逮捕後は右翼団体代表となるが資金繰りに苦しみ、加治元春殺害の件で西らから揺さぶりを掛けられ追い詰められた挙句、援助を拒んだ鳩村を射殺して逮捕された。
津田 竹志
渦上三郎の秘書。渦上が首相時代に首相秘書官となる。
北朝鮮問題や渦上の女性スキャンダルで対応にあたる。

### 日本の官僚等
倉地 潤
外務省官僚。隆介とは東大の同期でラグビー部時代からの親友。渦上政権では外務担当秘書官を務めた。その後大臣官房国際報道課長を経て、外務省北米局長。
山根 真一
東京地方検察庁特別捜査部副部長。大日新聞記者の大森からの情報提供を受けて、光田工業事件の賄賂について捜査する。
手嶋 治雄
外務事務次官。外務省の事務方トップとして、手堅く仕事をしている。同時期に政務次官だった隆介の外交能力を非常に買っている。のちにアメリカ大使に転身。
曽根 みどり
首相官邸職員として9人の首相に仕えたベテラン職員。体調を崩して退職した。死の直前、隆介に父・元春の死に鳩村の関与を色濃く裏付ける証言を遺した。
奥村 貞子
首相官邸職員。クリントンから青杉に宛てたテレックスを漏洩した張本人。
柳田 昇吉
統合幕僚会議議長。自衛隊に対する理解の深い隆介に一目置いている。
奈良 正文
海上幕僚長。自衛隊や国防問題に対する政治家の理解の浅さを嘆くとともに、柳田と同様に隆介に信頼を寄せた。
三樹 佑二郎
海上保安官。プルトニウム運搬船「ひので丸」を警護する巡視船「ありあけ」の乗組員であったが、警備補強のために「ひので丸」に乗船して警護にあたり、シージャック事件解決に多大な貢献をする。その後その活動内容を問われて証人喚問された際、政治家（とくに野党議員）の危機管理・有事対応に関する意識の低さと政権の揚げ足取りを狙う姑息な姿勢を一喝した。

### 外国の政治家・官僚等
クミール
カンボジアのパルパト派の少年兵士。父親がパルパト政権の政府高官であり、英語がしゃべれる。人質である隆介の監視をしていたが、隆介の言葉のやり取りをするうちに、パルパトより隆介の言葉を信じるようになり、一緒に逃亡する。しかし、逃亡中に底なし沼にはまってしまい死亡する。
李 日成
北朝鮮の独裁者。核問題による国際社会の孤立化や内部からのクーデターに身の危険を感じ、表向き死亡したことにして密かに中国に亡命する。
クリントン
アメリカ合衆国大統領。北朝鮮問題では経済制裁をして緊迫化するも、今後の核開発禁止を引き換えに過去の核の不問と日韓負担による核施設建設で決着させたり、フランスの核実験に対する日本政府の対応について、強硬姿勢を控えるようテレックスを送ったり、ひので丸シージャック事件ではプルトニウムが北朝鮮にいくのを阻止するために強行策を取ったりするなど、作中では安全保障について様々な対応をしている。
ポラック
フランス大統領。フランス至上主義者であり、フランスの核実験を再開する。
崔 基珠
韓国大統領外交秘書官。国会議員辞職後の隆介の韓国訪問のアテンドをする。東京大学留学時代に隆介と知り合っている。
姜 香織
北朝鮮工作員。日本語が話せる韓国の女子大生としてソウル滞在中の西に接近し、ホテルの部屋鍵を入手して隆介の拉致に加担する。拉致に失敗するとアパートから所持品などの痕跡を消し、料理店で身を潜めるも、西たちに居場所を突き止められ自殺する。
ホーメン
アメリカ国防長官。北朝鮮問題について防衛庁長官の隆介と会談をする。
ペリチェフ
ロシア大統領。全体として上向いているものの赤字を抱えている国内経済に対応するために、日本政府からの融資を引き出そうとするため日本を訪問して首脳会談を行う。

### 報道
大森 洋二郎
大日新聞の政治部キャップ。隆介とは東大の同期でラグビー部時代からの親友。選挙戦や加治元治の事故死疑惑、アメリカからのテレックス問題、青杉後継の首班指名に絡む選挙違反問題などで幾度となく隆介をアシストする。のちに政治部長に出世。
小林 真佐彦
大日新聞編集局次長。光田工業事件の報道に関してはその指揮を執って鳩村政権退陣に至らせ、テレックス問題に自社の記者が関与していたことを受け、責任者として対応にあたる。
山崎 充朗
広告代理店大日広告社プランナー。隆介の初選挙のプランナーを担当し、深夜における桜嵐会のテレビ番組企画構想をする。
東野 耕司
大日新聞の社会部。東大ラグビー部出身で大森の後輩にあたる。
リンダ・シモンズ
アメリカの新聞「ワシントン・ジャーナル」の記者。外務政務次官時代の隆介に密着取材を行ったことから交遊が生まれた。
ジャッキー・ハイマン
アメリカの新聞「USレインボープレス」の記者。

### その他
一ノ関 鮎美
丸講物産OL。隆介の愛人。隆介の子を身ごもっていたが、隆介の選挙立候補を機に身を引き中絶をする。丸講物産退職後は一時的に永田町周辺の派遣社員になるが、大森の依頼を受けて偽名を名乗りながら、ワシントンの下薗の部屋に盗聴器取り付けに成功し、鳩村政権退陣のきっかけをつくる。その後に国際ボランティアの活動に生き甲斐を見出すも、白血病で逝去。
亡くなる寸前、隆介に「総理大臣になって下さい」との言葉を書き残し、隆介に党首戦出馬を決心させる。
光田 恵介
光田工業社長。仕手戦が絡んだ事件で献金先の鳩村に調停を依頼。見返りとして鳩村に賄賂を送る。仕手筋が脱税で逮捕された煽りを受けて捜査が入り、使途不明金5000万円の存在が露見。当初は加治元春への賄賂と主張していたが捜査が進み、鳩村への賄賂を自供した。
国納
丸講物産ワシントン駐在員。隆介の初めてのワシントン外遊で案内を担当した。同時にワシントン駐在員ゆえの諜報活動経験を活かして、加治元春事故死事件の実行犯･下薗捜索のために隆介らに協力する。
田名網 敬子
料亭「すっぽん田名網」の女将。渦上三郎の愛人だったが稲川欽蔵に心を移した。渦上に新党結成資金となる50億円を貸す。
稲川 欽蔵
推定資産800億の大物相場師。田名網敬子の愛人。今は熱海で隠居生活を送っている。敬子の申し出に渦上や隆介の活動資金となる100億円を差し出した（ただし隆介は受取っていない）。また、情報網を駆使して新党渦潮の証券問題について隆介に情報を提供した。是川銀蔵がモデル。
金 秀海
日本生まれの在日朝鮮人でカラオケ経営者。北朝鮮と日本との戦争を危惧し、北朝鮮スパイ密入国の運び屋をしている八町健吉の存在を隆介に知らせる。その直後、盗聴で密告を知った北朝鮮工作員によって殺害される。
八町 健吉
日本海で操業している漁船の船長。北朝鮮スパイ密入国の運び屋をし、その見返りに北朝鮮の領海に入って操業している。その後、日本政府に存在を把握されたのを知った北朝鮮によって拿捕され、日本政府に経済制裁解除を迫るための人質として扱われる。その後に政府特使となった青杉によって無事帰国をするも、帰国の第一声で北朝鮮スパイの密入国に加担していたことをテレビの前で自供し、入国管理法違反で逮捕される。
神弘組組長
鹿児島の暴力団組長。結婚式と慰安旅行を兼ねて大阪のホテル予約を取っていたが、大阪のAPEC開催における中国ホテル変更申し立ての対応に苦慮していた外務政務次官の隆介からホテル変更依頼に応じる。その後、衆院選で谷崎から「隆介と神弘組が癒着している」と中傷ビラを撒かれたことに腹を立て、谷崎の街宣車を使えなくさせたり、中傷ビラを撒いた谷崎関係者に中傷は谷崎から指示されて行ったことを謝罪するビラを撒くことを指示するなどの報復を行う。
かつては政治家の加治元春の支持者として政治資金パーティーに出席したことがあり、秘書の谷崎とも親交があった。隆介とはホテルの変更依頼以外では付き合いはなく、衆院選への谷崎への攻撃についても隆介陣営が関知していなかったため「フェアではないので、止めてほしい」と電話で依頼されるが「あなたを支持しているわけではない」「あなたが当選しようが落選しようが関係ない。私はただメンツを潰されたことに怒りを感じている」、「誰であろうが、神弘組の名前に泥を塗るような輩を一切許すつもりはない」と反論して電話を切った。
伊島 元介
ひので丸船長。シージャックされた後にトイレでテロリストの監視を一時的に逃れている時に三樹と接触し、プルトニウムが積み込まれていない船倉の存在を知らせる。
郡山 新一
東亜証券専務。大学時代の先輩であり新党渦潮代表幹事の長池修三から運用を依頼され、“政治家の株は必ず儲けさせなくてはならない”という証券界の慣習から独断で一任勘定を実施。その後疑惑が明るみに出ると検察庁から事情聴取を受けるも真実は明かさなかった。そして良心の呵責に耐えかね自宅で首吊り自殺を図る。
なんとか一命は取り留めたものの記憶が戻らない危険性の高い極めて厳しい状態に追い込まれ、結果的に疑惑はうやむやのまま収束することになった。

## 党派について
民主政和党（民政党）
戦後一貫して与党を維持し続けた保守政党。加治や渦上の離党により衆院で過半数割れ、総選挙でも過半数奪取ならず下野した。後に日本平和党と合流し、国民福祉党を結成。自由民主党がモデル。
党総裁は鳩村尚三→井原七郎→鈴鹿宏。
社会平和党（社平党）
かつては社会主義・非武装中立を主張していた革新政党。浅海亡き後の首班指名を巡り連立各党と決裂、青杉率いる右派グループが大量離党した。後に国民福祉党と連立政権を模索するが失敗する。日本社会党がモデル。
中央委員長は土井垣亘。
明示党
桜新党、新党渦潮と連立を組んだ政党。その後「自由と責任党」結成に参画し、旧明示党出身の小沢倫太郎が首相に就任する。公明党がモデル。
解散時の中央委員長（合流先新党での会派代表）は神村新司。政治的スタンスは民政党に近い。
共立党
桜新党、新党渦潮と連立を組んだ政党。その後「日本平和党」結成に参画するが、民政党との合流に反発したか、平原政権発足の時点では「自由と責任党」に移籍していた。民社党がモデル。
解散時の中央委員長（合流先新党での会派代表）は佐々木孟三。
民主進歩連合
桜新党、新党渦潮と連立を組んだ政党。その後「日本平和党」結成に参画したはずだったが、渦上内閣総辞職時点では「自由と責任党」に移籍していた。社会民主連合がモデル。
解散時の代表（合流先新党での会派代表）は栗花落邦彦。
国民共産党
独自路線を行く政党。日本共産党がモデル。
桜新党
政治改革を巡る井原政権への内閣不信任案に賛成した「桜嵐会」（隆介と浅海が中心になって率いた民政党中心の超党派政策集団）を母体に結成。
結成時点では桜嵐会代表だった隆介がカンボジアで反政府ゲリラに拉致されていたため、党代表は浅海が務めた。浅海の死後は、前庭健三郎が代行代表となり自由と責任党の結成時まで指揮を執った。
政権交代後は浅海が内閣総理大臣、隆介が内閣官房長官に輩出される。
浅海の死後、新党渦潮、明示党と「自由と責任党」を結成して発展的解消となった。新党さきがけ、日本新党がモデル。
新党渦潮
民政党鳩村派から除名された渦上グループが、政治改革を巡る党の姿勢に反発して離党し結成。（井原内閣不信任案には賛成）
反民政の連立政権を主導し、浅海首班で各党をまとめる。
浅海政権成立後は代表の渦上が副総理兼外務大臣に輩出される。
浅海の殉職後は桜新党、明示党と「自由と責任党」を結成し、発展的解消となった。新生党がモデル。
党代表は結党から解散まで渦上三郎。
自由と責任党
民政党、日本平和党と並立する規模を確保すべく、政策や思想が一致していた桜新党、新党渦潮、明示党が合流して結成した新自由主義政党。初代党首は渦上三郎。
後に一度日本平和党に合流した旧民主進歩連合および旧共立党勢力や、保保連合を志向して民政党を割って出た熱田一派が合流する。
結党後は渦上、小沢、平原、加治の4首相を輩出する。新進党がモデル。
日本平和党
社平党右派の青杉と民政党を離党した海藤グループが合流して結成。そもそもが時の政権党に与することで常に政権に居座って影響力を持つことが狙いの日和見政党。党首は結党以来解党まで青杉幹二。
結党以来青杉が党首を務めたものの、実際に主導権を握っていたのは副党首の海藤で、「自由と責任党」と連立を組んだものの、渦上の愛人スキャンダル発覚後は民政党への乗換えをチラつかせて渦上を辞任に追い込み、党首の青杉を内閣総理大臣に送り出すも結局は国民からの支持を失い、総理の椅子も責任党に奪い返される。
それでも海藤の存命中は責任党に明け渡した総理の座を権謀術数で再び奪い返そうとする（隆介の機転が利いて未遂に終わった）が、退陣した青杉が小沢政権で外相として居残るなど、姑息な手を使っての影響力を保持し続けていた。
しかしながら海藤が死亡して青杉が名実共に実権を握った後は強すぎた政権欲が災いして熱田の権謀術数に嵌められて（責任党のスキャンダルを察知し連立離脱し、民政党と「国民福祉党」を結成する）、民政党に飲み込まれる形で消滅という形になり、その後も責任党の多数派工作の草刈り場にされる憂き目に遭った。
民主党 (日本 1996-1998)がモデル。
国民福祉党
青杉の謀略により政権奪取という利害が一致した民政党と日本平和党が迎合的に合流し結成。政策は福祉優先であるが、青杉の落選により党の主導権は民政党総裁であった鈴鹿が握る。自社さ連立政権がモデル。

## 作品の特徴
登場人物の変化
連載期間が長期にわたる弘兼作品に共通していえることだが、登場人物などの設定が、後になって変化してしまっているのが頻繁に見受けられる。具体的に以下のものが挙げられる。
- 登場人物の選挙区（具体的には浅海恒太郎（長野2区→和歌山1区）、青杉幹二（茨城県→兵庫1区））
- 渦上三郎の経歴（加治の外務政務次官時代に「俺も20年前に外務政務次官を経験した」と語っているが、初登場時の経歴にはこの事実は存在しない）
- 民政党の大物議員の氏名（鳩村謙三→鳩村尚三、森本敏夫→森村敏夫）
- 金烈申韓国外相の容姿（黒髪で細長い顔→白髪でふっくらした顔）
- 日本平和党に合流したはずの民主進歩連合と共立党が後のエピソードでは「自由と責任党」に合流したことになっており、その経緯が作中で示されていない（ただし共立党については日本平和党に参加していたことを具体的に示すエピソードが存在する）。

他作品との関連性
「ラストニュース」「課長島耕作」など、他の弘兼作品と世界が共通していることを示す描写がある。
- 大森が、隆介が有権者にトマトをぶつけられる映像を「大日テレビの日野（「ラストニュース」のプロデューサー、ただし「ラストニュース」側ではCBSテレビ）に渡した」と語っており、また「ラストニュース」でその内容が放送される描写がある。
- 作中で描かれたテレビのブランドがHATSUSHIBA（島耕作が勤務する初芝電産工業のブランド名）になっており、韓国編にも北朝鮮のスパイから逃走する隆介が、現場の位置を伝えるにあたって「（統一道から現場に続く小道から見えた）ハツシバの看板を覚えている」と話す描写がある。
- 「社長島耕作」にて、「元総理大臣・加治隆介の息子」で野党・民自党の国会議員となった加治一明が、政府の日中問題への対応を激しく批判する様子が描かれている。

実際の法律との比較
作中の場面と実際の法律では違いがある。
作中では加治が衆議院議員としてカンボジア訪問中に武装勢力に拉致されている間に衆議院が解散された際に、加治の妻が代理として手続きを取って衆議院議員総選挙における加治の出馬手続きを行ったが、現実世界では日本の選挙法では選挙の出馬には本人の押印等を必要としており、本人の意図を確認しないまま選挙に出馬することはできない。

### 主人公の二面性
難関へ次々と挑む主人公を描いてみせる一方で、密室政治による首相選出を厳しく批判する主人公が自ら密室政治を運んで首相を選ぶ場面もある。

### 不倫描写
弘兼の作品ではよく見られる特徴として、主人公やその妻が不倫を行う描写がある。また、主人公の愛人であった鮎美は、作中全体にわたり主人公の政治活動へ重大な影響を与えている。
弘兼は連載完結後の2020年のインタビューで「フランスやイタリアでは政治家の不倫は大きく問題視されない。政治の仕事をきちんとすればプライベートは問題とされない。日本の政界では不倫問題で謝罪が行われるが、人に謝罪を求めるという言い方はおかしいと思う」と語っている。

### 政治家の謝罪に関する持論
上記インタビューに続いて、弘兼は「広島市長が（過去に広島に原子爆弾を投下した米国の現行大統領である）”オバマに謝罪を求めない”と発言したが、そもそも喧嘩をしかけたのは日本なので当然のこと。”謝罪を求める”という、中国や韓国の言い方に習うのはよくないと思う」と語っている。

### 結果平等への批判
本作では主人公が「自由と責任党」を結成し、経済競争を是とする新自由主義を推進している。
上記インタビューでも弘兼は結果平等の推進を批判して競争社会を肯定し、「社会では能力のある人とない人はふりわけられるし、個々人の特性を活かして働くことになる」と語っている。

## 反応・批評
劇中、再処理核燃料を積んだタンカーが北朝鮮の工作員によりシージャックされる話があったが、米軍は自国の兵士を撃墜されたヘリも含め何人も殺されたのに北朝鮮に報復することもなかったばかりか、日本においては北朝鮮の兵士を射殺した警官を殺人罪に問うというありさまで、あまりのリアルさの無さに飽きれる声が当時コンバットコミックに掲載された。

## 加治隆介の議テレビドラマ化を実現する議員の会
この作品は、当時の若手政治家にとってバイブルのような存在になっていて、2000年4月に山本一太と浅尾慶一郎が呼びかけて、同作をドラマ化させるための超党派の議員連盟（通称・カジ派）が結成された。しかし、結局この計画は頓挫した。
ドラマ『CHANGE』の内容が『加治隆介の議』と似たものとなっていることから、『CHANGE』によって『加治隆介の議』のドラマ化という目的は達成されたとの見方もあるが、『CHANGE』は弘兼が一切関わっていないとともに、本作が当時の司法・立法・行政の各機関、各政党間の関係、国際関係およびマスコミ報道の実態に即した描写がなされているのに対してそれとはかなり掛け離れた非現実的な描写も散見されるという相違がある。

## 書誌情報
- 弘兼憲史 『加治隆介の議』 講談社〈ミスターマガジンKC〉、全20巻
  1. 1991年12月26日発売[7]、ISBN 978-4-06-328001-2
  2. 1992年05月06日発売[8]、ISBN 978-4-06-328012-8
  3. 1993年01月05日発売[9]、ISBN 978-4-06-328028-9
  4. 1993年04月30日発売[10]、ISBN 978-4-06-328036-4
  5. 1993年11月05日発売[11]、ISBN 978-4-06-328046-3
  6. 1994年03月04日発売[12]、ISBN 978-4-06-328054-8
  7. 1994年07月04日発売[13]、ISBN 978-4-06-328064-7
  8. 1994年12月07日発売[14]、ISBN 978-4-06-328078-4
  9. 1995年04月05日発売[15]、ISBN 978-4-06-328087-6
  10. 1995年08月07日発売[16]、ISBN 978-4-06-328099-9
  11. 1996年01月06日発売[17]、ISBN 978-4-06-328116-3
  12. 1996年04月06日発売[18]、ISBN 978-4-06-328124-8
  13. 1996年09月06日発売[19]、ISBN 978-4-06-328138-5
  14. 1997年02月05日発売[20]、ISBN 978-4-06-328154-5
  15. 1997年06月06日発売[21]、ISBN 978-4-06-328169-9
  16. 1997年09月06日発売[22]、ISBN 978-4-06-328178-1
  17. 1998年01月07日発売[23]、ISBN 978-4-06-328193-4
  18. 1998年05月06日発売[24]、ISBN 978-4-06-328206-1
  19. 1998年09月07日発売[25]、ISBN 978-4-06-328219-1
  20. 1999年01月05日発売[26]、ISBN 978-4-06-328230-6